# Nekrolog 1391
Nekrolog
◄◄
| ◄
| 1387
| 1388
| 1389
| 1390
| 1391 | 1392 | 1393 | 1394 | 1395 | ► | ►►
Weitere Ereignisse | Allgemeiner Nekrolog 1391
Die Beschreibung der verstorbenen Person sollte so kurz wie möglich gehalten sein und nur deren signifikante Tätigkeit(en) enthalten.
Neue Namen ggf. auch unter dem Geburts- und Sterbedatum, also etwa unter 1. Januar und im Geburts- und Sterbejahr (2024) eintragen (nur bei entsprechender großer Wichtigkeit). Für Beispiele siehe die schon vorhandenen Artikel.
Außerdem über die fünf zuletzt Verstorbenen, zu denen es einen ausreichend guten Artikel für eine Präsentation auf der Hauptseite gibt, nach der todesbedingten Überarbeitung der Artikel ggf. auch unter Wikipedia Diskussion:Hauptseite informieren und sie am besten auch in den anderen Wikipedia-Sprachversionen eintragen. Tipp: Regelmäßig bei news.google.de nach „ist tot“, „gestorben“ oder „verstorben“ suchen.
Wenn eine Person gestorben ist, gibt es viele Seiten zu dieser Person in der Wikipedia, die davon auch betroffen sind und entsprechend aktualisiert werden müssen. Beispiele: Namenübersichtsseite, Geburtsjahr, Geburtsort-Seiten und viele mehr.
Wie finde ich die betroffenen Seiten?
Im Suchfeld auf der linken Seite gibt man den Suchbegriff so ein: „Vorname Nachname“. Dann klickt man auf Volltext und alle Seiten mit entsprechendem Suchtext werden aufgerufen. Hier sieht man dann schnell, wo auch das Todesjahr Sinn macht oder sogar ein Teil des Artikels angepasst werden muss. Auch hilft das „Werkzeug“ auf der linken Seite sehr gut, um solche Seiten aufzufinden: „Links auf diese Seite“. Somit ist die Wikipedia wieder aktuell in allen Bereichen! Hinweis: bei Eintragung der Kategorie „Gestorben JAHR“ wird der Missbrauchsfilter 49 ausgelöst, was jedoch nicht schlimm ist. Siehe: Spezial:Missbrauchsfilter/49
Dies ist eine Liste von im Jahr 1391 verstorbenen bekannten Persönlichkeiten. Die Einträge erfolgen innerhalb der einzelnen Daten alphabetisch sortiert. Tiere sind im Nekrolog für Tiere zu finden.

## Januar
| Tag        | Name        | Beruf, bekannt als | Alter | Beleg |
| ---------- | ----------- | ------------------ | ----- | ----- |
| 16. Januar | Muhammad V. | Emir von Granada   |       |       |

## Februar
| Tag         | Name        | Beruf, bekannt als            | Alter | Beleg |
| ----------- | ----------- | ----------------------------- | ----- | ----- |
| 16. Februar | Johannes V. | Kaiser von Byzanz (1341–1391) | 58    |       |

## März
| Tag      | Name            | Beruf, bekannt als                     | Alter | Beleg |
| -------- | --------------- | -------------------------------------- | ----- | ----- |
| 10. März | Tvrtko I.       | erster König von Bosnien               |       |       |
| 17. März | Uljana von Twer | Tochter des Fürsten Alexander von Twer |       |       |

## April
| Tag      | Name                 | Beruf, bekannt als                                                           | Alter | Beleg |
| -------- | -------------------- | ---------------------------------------------------------------------------- | ----- | ----- |
| 6. April | Heinrich von Eschenz | Abt im Kloster St. Blasien                                                   |       |       |
| April    | Robert de Namur      | Beaufort-sur-Meuse, Renaix, Ballâtre und Chièvre, Ritter des Hosenbandordens |       |       |

## Mai
| Tag     | Name           | Beruf, bekannt als                                                                            | Alter | Beleg |
| ------- | -------------- | --------------------------------------------------------------------------------------------- | ----- | ----- |
| 14. Mai | Ludwig de Foro | Titularbischof von Phocaea, Weihbischof in den Bistümern Verden, Minden, Münster und Schwerin |       |       |

## Juli
| Tag      | Name                                        | Beruf, bekannt als                                    | Alter | Beleg |
| -------- | ------------------------------------------- | ----------------------------------------------------- | ----- | ----- |
| 15. Juli | Louis III. de Châtillon                     | Graf von Dunois und Blois                             |       |       |
| 15. Juli | Gérard de Montaigu der Ältere               | Berater und Sekretär des französischen Königs Karl V. |       |       |
| 22. Juli | Nicholas Audley, 4. Baron Audley of Heleigh | englischer Adliger                                    |       |       |
| 25. Juli | Jean III.                                   | Graf von Armagnac                                     |       |       |

## August
| Tag       | Name             | Beruf, bekannt als                                                                                     | Alter | Beleg |
| --------- | ---------------- | --- | ----- | ----- |
| 1. August | Gaston III.      | Graf von Foix                                                                                          | 60    |       |
| 7. August | Ocko I. tom Brok | Nachfolger seines Vaters Keno I. tom Brok Häuptling des Brokmer- und des Auricherlands in Ostfriesland |       |       |

## September
| Tag           | Name                    | Beruf, bekannt als                                                | Alter | Beleg |
| ------------- | ----------------------- | ----------------------------------------------------------------- | ----- | ----- |
| 3. September  | Heinrich van der Linden | deutscher Schöffe und Bürgermeister der Freien Reichsstadt Aachen |       |       |
| 27. September | Gottfried Travelmann    | Bürgermeister der Hansestadt Lübeck                               |       |       |
| September     | Jean Roger de Beaufort  | Erzbischof von Auch und Narbonne                                  |       |       |

## Oktober
| Tag        | Name                  | Beruf, bekannt als | Alter | Beleg |
| ---------- | --------------------- | ------------------ | ----- | ----- |
| 2. Oktober | Faydit d’Aigrefeuille | Kardinal           |       |       |

## November
| Tag          | Name                 | Beruf, bekannt als                                      | Alter | Beleg |
| ------------ | -------------------- | ------------------------------------------------------- | ----- | ----- |
| 1. November  | Amadeus VII.         | Graf von Savoyen (1383–1391)                            | 31    |       |
| 1. November  | Wilhelm von Reisberg | salzburgischer Geistlicher                              |       |       |
| 14. November | Nikola Tavelić       | kroatischer Franziskaner; römisch-katholischer Heiliger |       |       |

## Dezember
| Tag          | Name                        | Beruf, bekannt als        | Alter | Beleg |
| ------------ | --------------------------- | ------------------------- | ----- | ----- |
| 21. Dezember | Engelbert III. von der Mark | Graf von Mark (1346–1391) |       |       |

## Datum unbekannt
| Tag                      | Name                          | Beruf, bekannt als | Alter | Beleg |
| ------------------------ | ----------------------------- | --- | ----- | ----- |
|                          | Acamapichtli                  | Herrscher von Tenochtitlán |       |       |
|                          | Barawa Gyeltshen Pelsang      | Gelehrter der Oberen Drugpa-Tradition der Dagpo-Kagyü-Schulrichtung des tibetischen Buddhismus, Gründer der Barawa-Kagyü-Tradition |       |       |
| zwischen Mai und Oktober | Eberhard I.                   | Adliger |       |       |
|                          | Vicko von Geldersen           | Kaufmann, Ratssendebote und Kämmerer                                                                                               |       |       |
|                          | Nikolaus Hemeling             | Bürgermeister von Bremen |       |       |
|                          | Israel Ibn al-Naqawa          | spanisch-jüdischer Gelehrter |       |       |
|                          | Matthaios Asanes Kantakuzenos | byzantinischer Kaiser, Despot von Morea                                                                                            |       |       |
|                          | Lazarus von Murom             | orthodoxer Heiliger |       |       |
|                          | Rudolf VII.                   | Markgraf von Baden |       |       |